# Sender Güby
Der Sender Güby ist eine Sendeanlage für Hörfunk und ehemals Fernsehen der Deutschen Funkturm GmbH. Sie befindet sich südlich der Ortschaft Güby, etwa 6 Kilometer von der Stadt Schleswig entfernt. Als Antennenträger wird ein abgespannter Stahlfachwerkmast verwendet.
Der Sender versorgt hauptsächlich die Stadt Schleswig und umliegende Gebiete.
Neben dem bestehenden Stahlmast haben 2021 die Bauarbeiten für einen neuen Betonmast begonnen, da am Stahlmast Korrosionsschäden festgestellt wurden.

## Frequenzen und Programme

### Analoger Hörfunk (UKW)
| Frequenz (MHz) | Programm      | RDS PS   | RDS PI | Regionalisierung | ERP (kW) | Antennendiagramm rund (ND)/gerichtet (D) | Polarisation horizontal (H)/vertikal (V) |
| -------------- | ------------- | -------- | ------ | ---------------- | -------- | ---------------------------------------- | ---------------------------------------- |
| 93,9           | Klassik Radio | KLASSIK_ | D75B   | –                | 0,5      | D (80–110°, 240–30°)                     | H                                        |

### Analoges Fernsehen (PAL)
Vor der Umstellung auf DVB-T diente der Sendestandort weiterhin für analoges Fernsehen:
| Kanal | Frequenz (MHz) | Programm                         | ERP (kW) | Sendediagramm rund (ND)/ gerichtet (D) | Polarisation horizontal (H)/ vertikal (V) |
| ----- | -------------- | -------------------------------- | -------- | -------------------------------------- | ----------------------------------------- |
| 26    | 511,25         | ZDF                              | 100      | D                                      | H                                         |
| 36    | 591,25         | VOX                              | 7,9      | D                                      | H                                         |
| 42    | 639,25         | ProSieben                        | 4        | D                                      | H                                         |
| 45    | 663,25         | NDR Fernsehen Schleswig-Holstein | 100      | D                                      | H                                         |